# Arizona Raiders
Arizona Raiders é um filme estadunidense de 1965 do gênero faroeste, dirigido por William Witney e estrelado por Audie Murphy e Michael Dante.
Os filmes de Murphy da década de 1950 eram feitos em mais ou menos trinta dias. Entretanto, à medida que os anos 1960 avançavam, cada vez menos tempo era dispendido nas filmagens. Arizona Raiders, por exemplo, foi rodado em apenas treze dias, o que, por incrível que pareça, não foi o recorde de sua carreira: 40 Guns to Apache Pass, lançado em 1967, foi feito com dois dias a menos.
Apesar das inconsistências históricas,  a película agradou os espectadores graças às cenas de ação. Por outro lado, o desempenho de Michael Dante, em seu segundo trabalho sucessivo com Murphy, recebeu elogios da crítica.

## Sinopse
Clint Stewart e Willie Martin, dois membros da quadrilha de Quantrill, são presos pelo Capitão Tom Andrews, da União, e condenados a uma pena de vinte anos. Quando chamado para comandar os recém-formados Arizona Rangers, o Capitão promete o perdão a Clint e Willie, com a condição de que eles o ajudem a capturar os integrantes do bando ainda em liberdade. Clint aceita porque deseja vingar-se de Montana Smith, o novo chefe dos criminosos, que é seu desafeto desde os tempos  da Guerra Civil.

## Elenco
| Ator/Atriz     | Personagem          |
| -------------- | ------------------- |
| Audie Murphy   | Clint Stewart       |
| Michael Dante  | Brady               |
| Ben Cooper     | Willie Martin       |
| Buster Crabbe  | Capitão Tom Andrews |
| Gloria Talbott | Martina             |
| Ray Stricklyn  | Danny Bonner        |
| George Keymas  | Montana Smith       |
| Fred Krone     | Matt Edwards        |
| Red Morgan     | Tex                 |
| Fred Graham    | Quantrill           |